# Chó săn chỉ điểm lông gợn sóng Đức
Chó săn chỉ điểm lông gợn sóng Đức là giống chó có kích cỡ từ trung bình đến lớn được phát triển trong thế kỷ 19 ở Đức với mục đích trợ giúp công việc săn bắn. Giống chó này đã trở thành một con chó săn hàng đầu ở Đức vào cuối thế kỷ 20. Đó là kết quả của việc lai giống cách cẩn thận giữa Griffon, Chó săn chỉ điểm lông gợn sóng Đức, Chó Stichelhaar Deutscher, Chó Kurzhaar Deutscher và Chó săn Pudelpointer vào cuối thế kỷ 19.

## Tính cách
Chó săn chỉ điểm lông gợn sóng Đức là giống chó tình cảm, sống động, rất quyết tâm, năng động và thông minh. Mong muốn học hỏi và trung thành với gia đình của mình, nó cần một người xử lý nhất quán trong cách đối xử. Chúng thích được sai bảo, rất mạnh mẽ và thích làm việc cho chủ nhân của chúng. Chúng rất thân thiện với những người chúng biết, nhưng đôi khi xa lạ với người lạ và nên được huấn luyện cách hòa nhập khi còn nhỏ. Chó săn chỉ điểm lông gợn sóng Đức hạnh phúc nhất và cư xử tốt nhất khi chúng là một phần của gia đình và có thể dành thời gian với người họ. Chúng có thể khá nghiêm túc. Một số con chó có xu hướng đi lang thang. Trung thành và vui tươi là một trong những đặc tính của giống chó này. Những con chó này có tính khí phù hợp để sống với trẻ em ở mọi lứa tuổi. Mặc dù chúng thường chấp nhận những con chó khác, họ có xu hướng tập trung vào những người trong gia đình chủ nhân.